# Morphett Vale
Morphett Vale är en del av en befolkad plats i Australien. Den ligger i kommunen Onkaparinga och delstaten South Australia, omkring 24 kilometer söder om delstatshuvudstaden Adelaide. Antalet invånare är 22 602.
Runt Morphett Vale är det tätbefolkat, med 550 invånare per kvadratkilometer.. Morphett Vale är det största samhället i trakten.
Runt Morphett Vale är det i huvudsak tätbebyggt. Genomsnittlig årsnederbörd är 729 millimeter. Den regnigaste månaden är juni, med i genomsnitt 133 mm nederbörd, och den torraste är december, med 21 mm nederbörd.